# 東京都道315号御徒町小岩線
東京都道315号御徒町小岩線（とうきょうとどう315ごう おかちまちこいわせん）とは東京都台東区の台東一丁目交差点と江戸川区西小岩一丁目の東京都道60号市川四ツ木線交点（六軒島交差点）とを結ぶ都道（主要地方道）の一つである。東側の終端から先は東京都道60号市川四ツ木線を介して国道14号千葉街道として千葉県市川市・船橋市方面に通ずる。一般に、蔵前橋通りとよばれる区間の一部である。

## 起点・終点
- 起点 台東一丁目交差点（国道4号・昭和通り）
- 終点 江戸川交差点（市川橋西詰）（国道14号・千葉街道）

## 重複区間
- 千葉県道・東京都道60号市川四ツ木線（六軒島交差点〜江戸川交差点）

## 通過する自治体

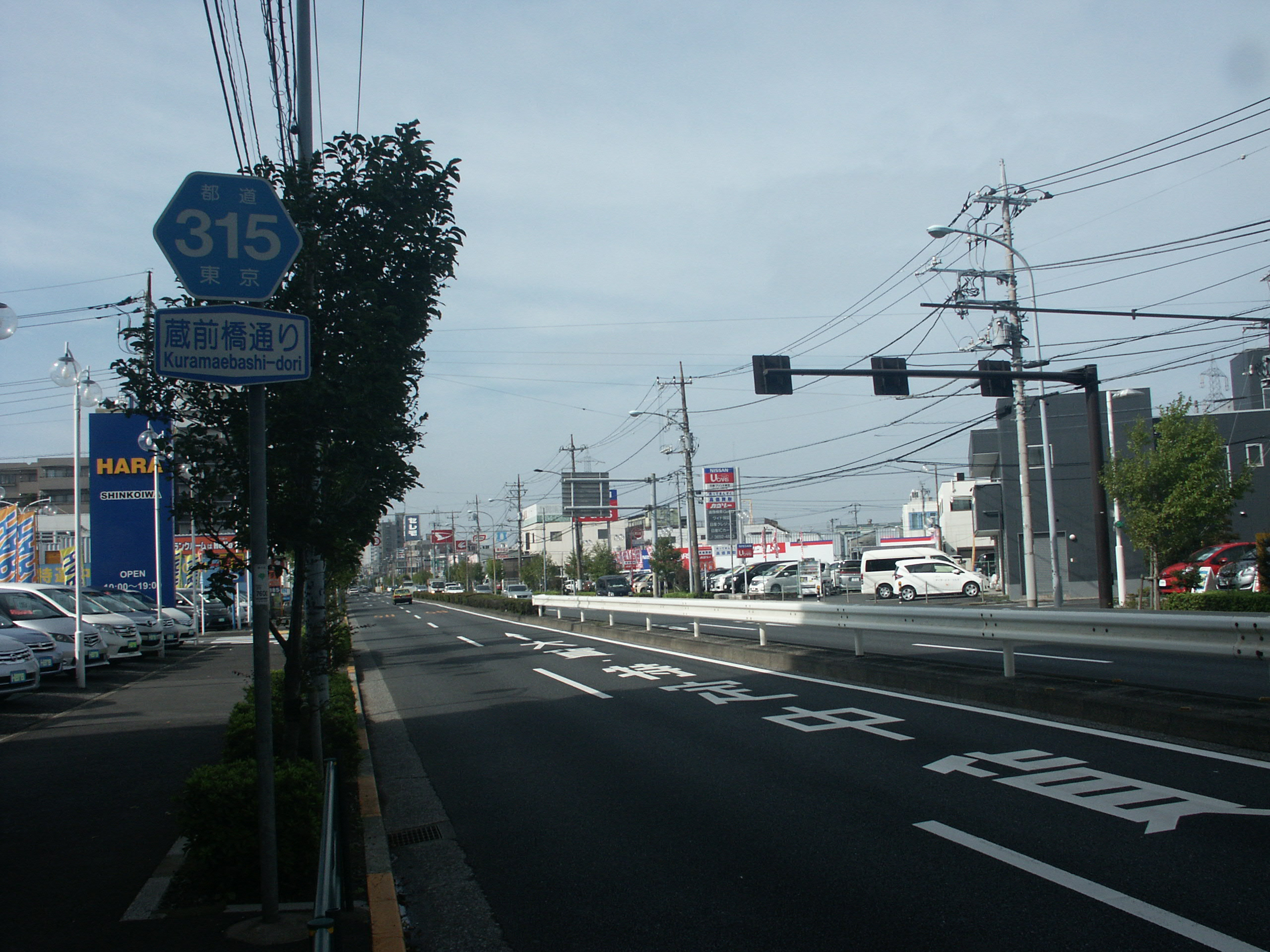
葛飾区東新小岩2丁目付近

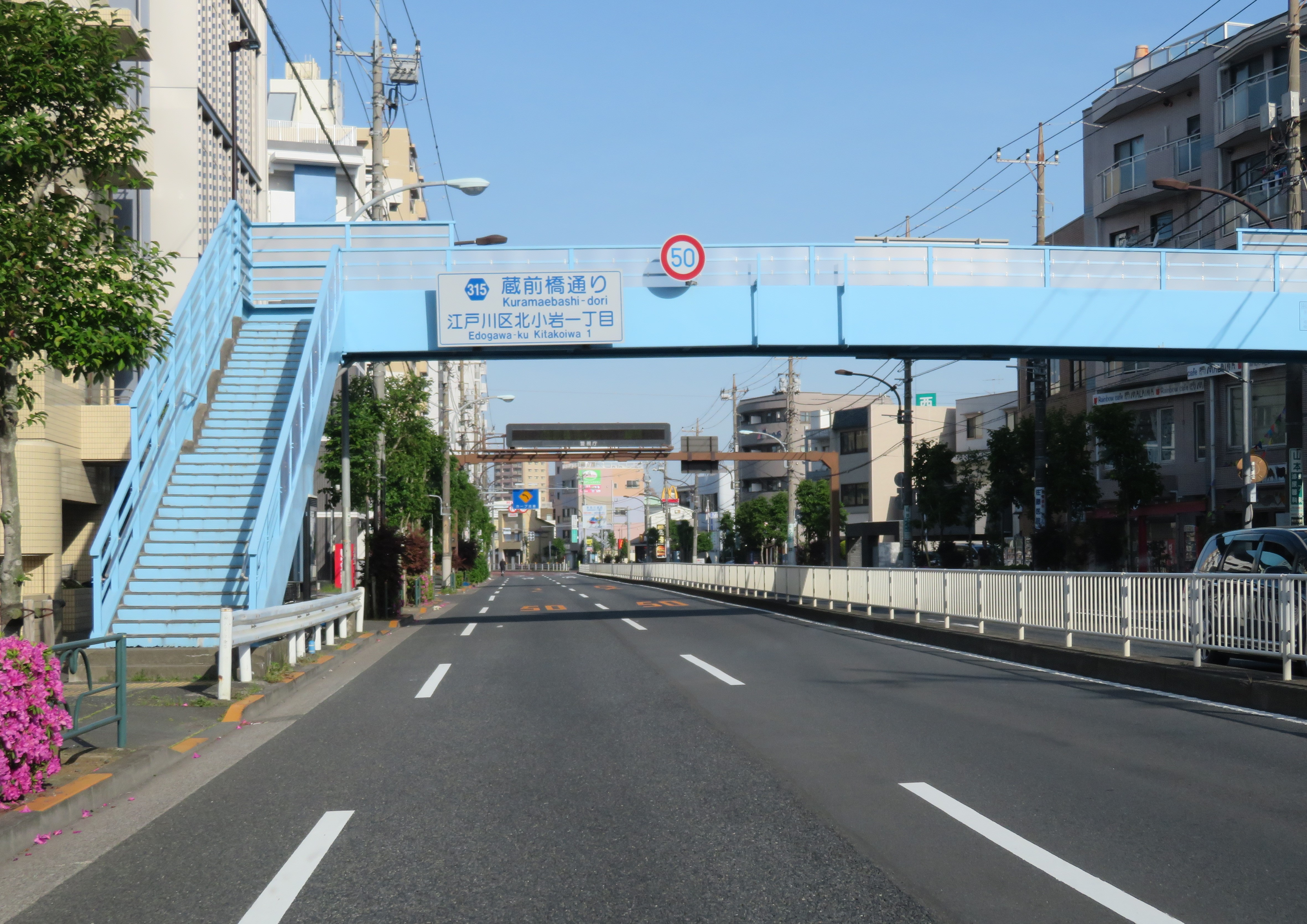
江戸川区北小岩一丁目付近

- 東京都
  - 台東区
  - 墨田区
  - 江東区
  - 葛飾区
  - 江戸川区

## 交差する主な道路
| 交差する道路                                  | 交差する道路                                  | 交差点名       | 所在地   |
| --------------------------------------------- | --------------------------------------------- | -------------- | -------- |
| (蔵前橋通り） 本郷方面                        |                                               |                |          |
| 国道4号（昭和通り）                           | 国道4号（昭和通り）                           | 台東一丁目     | 台東区   |
| （清洲橋通り）                                | （清洲橋通り）                                | 鳥越一丁目     | 台東区   |
| （左衛門橋通り）                              | （左衛門橋通り）                              | 鳥越二丁目     | 台東区   |
| 国道6号（江戸通り）                           | 国道6号（江戸通り）                           | 蔵前一丁目     | 台東区   |
| 東京都道463号上野月島線（清澄通り）           | 東京都道463号上野月島線（清澄通り）           | 石原一丁目     | 墨田区   |
| 東京都道319号環状三号線（三ツ目通り）         | 東京都道319号環状三号線（三ツ目通り）         | 石原三丁目     | 墨田区   |
| 東京都道465号深川吾嬬町線（四ツ目通り）       | 東京都道465号深川吾嬬町線（四ツ目通り）       | 大平四丁目     | 墨田区   |
| 東京都道306号王子千住夢の島線（明治通り）     | 東京都道306号王子千住夢の島線（明治通り）     | 亀戸四丁目     | 江東区   |
| 東京都道476号南砂町吾嬬町線（九八通り）       | 東京都道476号南砂町吾嬬町線（九八通り）       | 新小原橋       | 江東区   |
| 東京都道449号新荒川堤防線（ゆりのき橋通り）   | 東京都道449号新荒川堤防線（ゆりのき橋通り）   | 平井大橋西詰   | 江戸川区 |
| 東京都道449号新荒川堤防線                     | 東京都道449号新荒川堤防線                     | ※オーバーパス  | 江戸川区 |
| 首都高速中央環状線                            |                                               | 平井大橋出入口 | 葛飾区   |
| 東京都道450号新荒川葛西堤防線                 |                                               |                | 葛飾区   |
| 東京都道308号千住小松川葛西沖線（平和橋通り） | 東京都道308号千住小松川葛西沖線（平和橋通り） | たつみ橋       | 葛飾区   |
| 東京都道318号環状七号線（環七通り）           | 東京都道318号環状七号線（環七通り）           | 総武陸橋下     | 江戸川区 |
| 東京都道60号市川四ツ木線（奥戸街道）          |                                               | 六軒島         | 江戸川区 |
| 東京都道501号王子金町市川線（柴又街道）       | 東京都道501号王子金町市川線（柴又街道）       | 柴又新道口     | 江戸川区 |
| 東京都道451号江戸川堤防線                     | 東京都道451号江戸川堤防線                     | 中小岩小入口   | 江戸川区 |
|                                               | 国道14号（千葉街道）                          | 江戸川         | 江戸川区 |
| 国道14号（千葉街道） 市川、千葉方面           |                                               |                |          |

## 交差する鉄道路線
- 東武亀戸線：亀戸水神駅 - 東あずま駅間（オーバーパス）
- 新金貨物線（オーバーパス）

## 主な橋梁
- 蔵前橋（隅田川）
- 江東新橋（旧中川）
- 平井大橋（荒川・中川）
- 上一色橋（新中川）

## 沿線の施設
- 蔵前警察署
- 蔵前工科高等学校
- 同愛記念病院
- 安田学園中学校・高等学校
- 山田記念病院
- 墨田区立錦糸中学校
- オリナス
- カスミ
- 亀戸中央公園
- ホームズ
- 江戸川区立小松川第三中学校
- 江戸川自動車練習所
- 平井駅
- 新小岩公園
- 葛飾区立新小岩中学校
- 葛飾区立松上小学校
- 東京聖栄大学
- 私学事業団総合運動場
- ニトリ